# British Academy Television Awards
Pour les articles homonymes, voir BAFTA (homonymie).
Les British Academy Television Awards sont des trophées remis depuis 1955, récompensant les meilleures émissions de télévision diffusées au Royaume-Uni durant l'année précédente. Ils sont décernés lors d'une cérémonie annuelle organisée par la British Academy of Film and Television Arts (BAFTA).
Ils sont les équivalents britanniques des Emmy Awards américains.

## Historique
L'académie prit le nom de BAFTA en 1976, elle était connue auparavant sous l'appellation Society of Film and Television Arts. Cette organisation était née en 1958 de la fusion entre la British Film Academy, fondée en 1947, et la Guild of Television Producers and Directors, fondée en 1953. Cette dernière s'était fixé pour but l'organisation d'une cérémonie permettant de remettre des trophées annuels aux personnalités de la télévision britannique.
Six trophées furent décernés lors de la première cérémonie, qui eut lieu en octobre 1954 à l'Hôtel Savoy de Londres ; le nombre de catégories prises en compte augmenta au fil des années. La cérémonie était consacrée au cinéma et à la télévision jusqu'en 1998, où, pour la première fois, deux cérémonies distinctes furent organisées. Celle consacrée à la télévision est sponsorisée par le magazine Radio Times.
La cérémonie s'est longtemps tenue au mois d'avril, les prix techniques étant décernés lors d'une cérémonie spéciale, organisée au mois de mai. L'académie a annoncé en décembre 2009 que l'édition suivante des « Bafta TV awards » serait repoussée au mois de juin, afin de la distinguer des autres remises de prix, par exemple les Oscars, qui se tiennent traditionnellement en début d'année. À cette occasion, trois nouveaux prix seront décernés.

## Catégories de récompenses

### Séries télévisées
- Meilleure série dramatique (British Academy Television Award for Best Drama Series)
- Meilleure série comique (British Academy Television Award for Best Comedy Programme)
- Meilleure sitcom (British Academy Television Award for Best Sitcom)
- Meilleure série télévisée internationale (British Academy Television Award for Best International)

### Performances
- Meilleur acteur (British Academy Television Award for Best Actor)
- Meilleure actrice (British Academy Television Award for Best Actress)
- Meilleur acteur dans un second rôle (British Academy Television Award for Best Supporting Actor)
- Meilleure actrice dans un second rôle (British Academy Television Award for Best Supporting Actress)

### Comédies
- Meilleur programme de divertissement (British Academy Television Award for Best Entertainment Programme)
- Meilleure performance masculine dans un rôle comique (British Academy Television Award for Best Male Performance in a Comedy Role)
- Meilleure performance féminine dans un rôle comique (British Academy Television Award for Best Female Performance in a Comedy Role)
- Meilleure performance divertissante (British Academy Television Award for Best Entertainment Performance)

### Drames
- Meilleure mini-série dramatique (British Academy Television Award for Best Drama Serial)
- Meilleur téléfilm dramatique (British Academy Television Award for Best Single Drama)
- Meilleur feuilleton dramatique (British Academy Television Award for Best Continuing Drama)

### Actualités et documentaires
- Meilleure émission basée sur des faits (British Academy Television Award for Best Factual Series)
- Meilleure émission spécialisée (British Academy Television Award for Best Specialist Factual)
- Meilleure émission d'actualités  (British Academy Television Award for Best Current Affairs)
- Meilleure émission d'information (British Academy Television Award for Best News Coverage)
- Meilleure émission sportive (British Academy Television Award for Best Sport)
- Meilleure émission documentaire (British Academy Television Award for Best Single Documentary)
- Meilleur nouveau média (British Academy Television Award for Best New Media)

### Récompenses spéciales
- The Pioneer Award (remis aux émissions abordant d'une manière nouvelle certains faits)
- Audience Award (vote du publics)
- YouTube Award
- Special Award
- Academy Fellowship (BAFTA d'honneur)